# Церт, Моника
Моника Церт (нем. Monika Zehrt; род. 29 сентября 1952, Риза, Мейсен) — немецкая легкоатлетка от ГДР, двукратная чемпионка летних Олимпийских игр 1972 года.

## Биография
Моника Церт родилась в 1952 году в Ризе. Церт выступала в лёгкой атлетике за клуб SC Dynamo Berlin, её тренером была Инге Утрехт. В 1970 году Церт одержала победу на Спартакиаде в беге на 200 м. На чемпионате Европы по лёгкой атлетике среди юниоров 1970 года она победила на дистанции 400 м и в эстафете 4×400 метров в составе сборной ГДР. Представительнцы ГДР также победили в этой эстафете на Кубке Европы по лёгкой атлетике 1970 года.
На чемпионате Европы по лёгкой атлетике 1971 года в Хельсинки Церт победила в эстафете 4×400 метров в составе сборной ГДР. На летних Олимпийских играх 1972 года в Мюнхене Церт победила в беге на дистанции 400 м и в эстафете 4×400 метров в составе сборной ГДР. В этих же  категориях она вновь одержала победу на Кубке Европы по лёгкой атлетике 1973 года.
Церт была 9 раз чемпионкой ГДР. В 1971 году она была награждена орденом «За заслуги перед Отечеством» в бронзе, в 1972 году — в серебре.
За свою карьеру Церт установила установила четыре мировых рекорда. В 1974 году она завершила спортивную карьеру. Изучала внешнюю торговлю, после чего работала в мебельной фирме. Церт вышла замуж за бегуна Йохена Ландграфа, брак закончился разводом. В браке родились сыновья Андреас и Штеффен. Штеффен стал прыгуном в длину и десятиборцем.